# Sed de escándalo (película de 1931)
Sed de escándalo (título en inglés: Five star final), es una película de drama y periodismo estadounidense dirigida por Mervyn LeRoy y estrenada en 1931.
La película fue nominada en los 5º Premios Anuales de la Academia en 1931/1932 en la categoría de Producción Sobresaliente, que más tarde se conoció como el Premio Oscar a la Mejor Película.

## Sinopsis
El editor de un importante periódico quiere aumentar sus ventas y para ello decide sacar a la luz un caso de asesinato de hace 20 años. La autora fue Nancy Voorhees, que disparó contra su amante. Pero ahora, años después, ella es una feliz madre de familia que no quiere remover su pasado.

## Reparto
- Edward G. Robinson como Joseph W. Randall
- Marian Marsh como Jenny Townsend.
- H.B. Warner como Michael Townsend.
- Anthony Bushell como Phillip Weeks.
- George E. Stone como Ziggie Feinstein.
- Frances Starr como Nancy (Voorhees) Townsend.
- Ona Munson como Kitty Carmody.
- Boris Karloff como T. Vernon Isopod
- Aline MacMahon como Miss Taylor.
- Oscar Apfel como Bernard Hinchecliffe.
- Purnell Pratt como Robert French.
- Robert Elliott como R.J. Brannegan

## Taquilla
Según los registros de Warner Bros, la película ganó $ 665,000 en el país y $ 157,000 en el extranjero.